# Przyłęk (województwo łódzkie)
Przyłęk – wieś w Polsce położona w województwie łódzkim, w powiecie opoczyńskim, w gminie Paradyż.
| SIMC    | Nazwa     | Rodzaj    |
| ------- | --------- | --------- |
| 0548040 | Strzałków | część wsi |

Prywatna wieś szlachecka, położona była w drugiej połowie XVI wieku w powiecie opoczyńskim województwa sandomierskiego. W latach 1975–1998 miejscowość położona była w województwie piotrkowskim.
Wierni Kościoła rzymskokatolickiego należą do parafii  Przemienienia Pańskiego w Wielkiej Woli.